# Lackan Bay
Lackan Bay är en vik i republiken Irland.   Den ligger i grevskapet Maigh Eo och provinsen Connacht, i den nordvästra delen av landet, 220 km nordväst om huvudstaden Dublin.